# Cavalier Angelo
La Cavalier Angelo fu una delle poche navi costruite al di fuori dell'Arsenale ad entrare in servizio nella Armada veneziana. Era classificata come fregata da trasporto armata con 12 cannoni in coperta. Prese parte alle spedizioni contro i pirati barbareschi tunisini condotta dall'ammiraglio Angelo Emo, e poi dal contrammiraglio Tommaso Condulmer, negli anni tra il 1784 e il 1795.

## Storia
Costruita a Venezia dalla Ditta Treves per uso civile, l'unità fu impostata sullo “squero dei Parisi” e varata nel 1784. La nave venne subito acquistata dal Senato per essere assegnata alla squadra navale dell'ammiraglio Angelo Emo  che doveva partire per una spedizione contro i pirati barbareschi tunisini.  La fregata Cavalier Angelo era una nave di concezione nuova, e veloce in quanto il suo compito era assicurare i collegamenti logistici tra le navi dell'Armata Grossa  in mare e la base della flotta veneziana a Corfù.
Il 21 giugno di quell'anno la squadra veneziana, al comando del Capitano Straordinario delle Navi Emo, salpò dal canale di Malamocco per recarsi a combattere nelle acque della Tunisia. Essa era composta dal vascello da 74 cannoni Forza (ammiraglio Giovanni Moro), dalla fregata grossa da 64 cannoni Fama (nave ammiraglia), dallo sciabecco Tritone, dalle bombarde Distruzione e Polonia, e dalla galeotta Esploratore. Raggiunta Corfù il giorno 26 luglio, alla squadra si unirono altre tre navi: la fregata Concordia e gli sciabecchi Cupido e Nettuno.  Nel 1785-1786, rinforzata dai vascelli da 74 cannoni Vittoria e Eolo, e dalle fregate Cavalier Angelo e Palma, la squadra navale veneziana eseguì bombardamenti contro Susa, Sfax, La Goletta e Biserta.
La fregata Cavalier Angelo un intenso servizio per undici anni, e nel 1795 rientrò in Arsenale per eseguire gli oramai necessari lavori di raddobbo, ma in considerazione del cattivo stato generale in cui si trovava si preferì procedere alla sua demolizione, previo Decreto emesso dal Senato.

### Annotazioni
1. ↑  Al comando del Governator di Nave Nobiluomo Tommaso Condulmer.

### Fonti
1. 1 2  http://www.veneziamuseo.it/ARSENAL/schede_arsenal/fregate.htm.
2. 1 2  Levi 1896, p. 40.
3. ↑  Levi 1896, p. 39.
4. 1 2  Cau 2011, p. 158.
5. ↑  Dandolo 1855, p. 37.

### Periodici
- Paolo Cau, Gli ultimi quindici anni della Marina Veneta nei documenti dell'Archivio di Stato a Cagliari, in Le armi di San Marco, Verona, Storia Italiana di Storia Militare, 2011.
- Paolo Del Negro, La politica militare veneziana nel 1796-1797, in Le armi di San Marco, Roma, Storia Italiana di Storia Militare, 2011.